# Яна Русакевич
Я́на Русаке́вич (біл. Яна Русакевіч; 3 серпня 1976) — білоруська театральна акторка і драматург.

## Життєпис
Народилася в Комі АРСР (РРФСР, СРСР) в родині службовців.
У 1998 році закінчила Білоруську академію мистецтв.
Грала в Національному академічному театрі імені Янки Купали. У 2002 році дебютувала, як драматург. Її п'єса «Налу» здобула Першу премію на конкурсі сучасної драматургії Національного академічного театру імені Янки Купали і була поставлена на Малій сцені театру. З 2005 року — актриса «Білоруського Вільного театру».
Протягом 2005—2010 років двічі заарештовувалась в Білорусі за професійну діяльність та участь у мирних політичних акціях.

## Театральні ролі
Відома за ролями у спектаклях «Відверті полароїдні знімки» за п'єсою Марка Равенгілла і «Психоз 4.48» за п'єсою Сари Кейн. Виконавиця головних ролей у постановках Білоруського вільного театру «Ми. Самоідентифікація», «Техніка дихання у безповітряному просторі», «Беллівуд», «Бути Гарольдом Пінтером», «Боягузи», «11 сорочок», «Ножиці», «Легенди дитинства», «Інші», «Числа», «Eurepica. Challenge», «Квітка для Піни Бауш».

## Фільмографія
У 2009 році зіграла епізодичну роль у 23-й серії («Жорстокість») російського серіалу «Суд».